# Швидівка (річка)
Швидівка (інші назви Свидівка, Свида, Спасівська Устя, Устя) — річка в Україні, в Рівненській області, притока Устя, басейн Горині.

## Розташування
Витік річки знаходиться в селі Спасів Здолбунівського району на Мізоцькім кряжі, впадає в річку Устя, у середній течії протікає Дубенським районом.

## Опис
У верхній течії (на Здолбунівщині) протікає на північний захід, далі тече на північ Дубенщиною, повертаючись у Здолбунівському районі тече на північний схід. У нижній течії знаходиться безліч ставків. Протікає вузькою долиною поміж пагорбів, має кілька невеличких приток. Довжина близько 24 км, похил 2,3 м/км, площа басейну 126 км². Протікає через Спасів, Озеряни, Нагірне, Глинськ, П'ятигори, Орестів, Богдашів, Здолбунів та інші населені пункти.

## Назва
Річка має чимало назв. Так залежно від місця в селі Нагірне, вона має аж чотири назви. Поблизу хати Б. Возницького — це Швидківка, бо тут має швидку течію. Нижче за течією вона стає Швидівкою. Далі річечка перетворюється на просто Бистру, а в місці, де впадає в річку Устю, — на Устю! Також річку називають Спасівська Устя, від назви села де вона бере початок.
| Річка | Це незавершена стаття про річку. Ви можете допомогти проєкту, виправивши або дописавши її. |